# La familia Trapisonda
La familia Trapisonda, un grupito que es la monda es una serie de historieta de Francisco Ibáñez publicada desde 1958. Trata de las cómicas desventuras de una familia de clase baja. 

## Trayectoria editorial
Debutó en la revista semanal Pulgarcito n.º 1418 el 7 de julio de 1958. Fue también publicada en Ven y Ven (1959), El Capitán Trueno Extra (1960 a 1968) y Bravo (1968), además de ser reeditada posteriormente en otras publicaciones. Existen diversos recopilatorios como el n.º 12 de la 4.ª edición de la colección Olé (de personajes varios)
Posiblemente la primera historieta que se dibujó de la serie es la que apareció en el n.º 31 de El Capitán Trueno Extra en 1960, ya que en ella Pancracio no reconoce al "niño calvo estudioso" que es un personaje fijo de la serie. La página en cuestión tiene otras peculiaridades primerizas como que la profesión de Pancracio es bombero en lugar de oficinista, su "hermana" es muy supersticiosa y aparece la criada Robustiana.

## Argumento
La serie narra las desventuras cotidianas de una familia de clase baja y su animal de compañía, que tienen lugar casi siempre dentro del ámbito doméstico, en el tercer piso de un típico bloque de la gran ciudad. En este aspecto la serie es muy parecida a otras historietas de la Escuela Bruguera protagonizadas por núcleos familiares, especialmente la familia Cebolleta de Manuel Vázquez.

## Personajes
El protagonista es Pancracio, el cabeza de familia, un gris oficinista (bombero en las primeras historietas) calvo y con bigote, que suele ser el que sale peor parado a causa de su carácter envidioso y en cierta medida prepotente; su esposa, Leonor, de profesión sus labores; su hijo, Felipín,  el típico niño travieso; y el sobrino, Sabihondín, un niño calvo y con gafas y siempre vestido de negro, el típico niño estudioso de la familia. Un año después, Ibáñez cambió los parentescos entre los personajes: la esposa pasó a convertirse en hermana de Pancracio, y el hijo en sobrino (con Sabihondín aún de sobrino, por lo que los niños pasaron de ser primos a ser hermanos, aunque a veces se decía de Felipín que era hijo de Leonor), sin quedar del todo claro por qué los niños viven en casa de sus tíos. El motivo de estos cambios es que la censura franquista prohibió a las revistas juveniles "toda desviación del humorismo hacia la ridiculización de la autoridad de los padres, de la santidad de la familia y el hogar".
La criada de la familia se llama Robustiana; es la típica mujer que ha emigrado del pueblo, tiene un aspecto poco agraciado, con granos en la nariz y falta de algunos dientes. Este personaje desapareció a las pocas historietas.
El animal de los Trapisonda es el personaje más popular y mejor ideado de la serie. Es un perro de nombre "Atila", que sirve de contrapunto al personaje de Pancracio, al que odia profundamente, con comentarios sobre él siempre malévolos y ofensivos, en muchas ocasiones llenos de malsana ironía. Estos comentarios son únicamente de pensamiento, ya que Atila solo puede ladrar.
Hay un séptimo personaje recurrente: el director de la empresa en la que trabaja Pancracio, que tampoco tiene nombre propio oficial. Su aspecto físico varía de un episodio a otro, aunque suele ser un hombre con gafas, calvo y con bigote. Suele visitar a los Trapisonda de vez en cuando, generalmente con la excusa de aumentarle el sueldo, pero estas visitas suelen resultar contraproducentes.